# 大家族デカ
『大家族デカ』（だいかぞくデカ）は、1997年9月5日と1998年8月28日にフジテレビ系列の『金曜エンタテイメント』枠で放送されたテレビドラマである。フジテレビと共同テレビジョンの共同製作。
夫の死後、13人の子どもを育てる肝っ玉母さんが、大家族の力で事件の謎を解いていく。

## キャスト
警察署表記は、第1作：城南署、第2作：城西署となっている。

### 南家
- 日向子（母）：森公美子 - 20年前、婦人警官をしていたときに刑事の南正樹と知り合い結婚。正樹の死後、署の職員食堂のパートで生計を立てながら子育てに奮闘している。
- 正樹（亡夫。刑事）：大仁田厚（第1作） - 1年前、犯人追跡中に通りすがりの子どもをかばい、犯人の逃走車にはねられて殉職。
- 桃子（長女）：矢部美穂
- 真一（長男）：鈴木飛雄
- さくら：鈴木夕佳
- 光二：小橋賢児
- くるみ：橋本真実
- ユリ子：奥田綾乃
- 三太：木代正憲
- ひまわり：青島早紀
- 元気：津本恵輔
- 勇気：諸留翼
- 天気：伊藤公紀
- 菜々：大田ななみ
- 翼：永井駿也

### 関係者
- 明石守男（刑事。正樹の後輩）：今井雅之
- 坂上（警部。明石の上司）：有福正志（第1作）
- 大熊（警部。明石の上司）：野仲功（第2作）

## ゲスト

### 第1作
- 臼井志帆（バスガイド。桃子の同僚）：中村ゆま
- 高城園子：赤座美代子
- 高城郁也（園子の息子）：伏石泰宏
- 矢部貢（桃子のストーカー）：斉藤暁
- 小幡テツ、大川浩樹、出口正義、尾井治安、古郡慈子、菊地誠、森みつえ、井上裕季子、山上賢治、谷藤太、松崎駿司

### 第2作
- 権頭三郎（光二の中学の教頭）：上岡龍太郎
- 「突撃・食いしん坊バンザイ」レポーター：ヨネスケ
- 南家の隣人：川俣しのぶ、斉藤清子
- 青木（光二のクラス担任）：池田有希子
- 小久保（光二の中学の用務員）：丸岡奨詞
- 光二の中学の校長：森富士夫
- 山崎（イラストレーター。青木の恋人）：井田州彦
- 加山（借金取立て屋）：濱近高徳
- 藤本（鑑識）：蒲生純一
- 魚屋のおやじ：江良潤
- 須永慶、高島由佳、佳奈、岡田俊博、大塚洋、永田早苗、小幡テツ

## スタッフ
- 脚本：中園ミホ（第1作）、樫田正剛（第2作）
- 演出：佐藤祐市
- 音楽：本多俊之
- プロデュース：関口静夫
- 製作：フジテレビ、共同テレビジョン